# West City
West City – wieś w Stanach Zjednoczonych, w stanie Illinois, w hrabstwie Franklin.